# Hajnal Gábor
Hajnal Gábor, Holzer (Gyepűfüzes, 1912. október 4. – Budapest, 1987. január 26.) József Attila-díjas (1970) magyar költő, műfordító, szerkesztő. Hajnal Anna testvére, Kartal Zsuzsa (1947–2011) költő, kritikus édesapja.

## Életpályája
Gyepűfüzesen született Holzer Vilmos (1877–1940) vegyeskereskedő és Trebitsch Róza (1886–1958) gyermekeként, izraelita családban. Általános iskolai tanulmányait Szombathelyen végezte 1919-től. 1926-ban szüleivel Budapestre költözött. 1931-ben érettségizett. 1935-től könyvelő volt 1942-ig. 1942-ben segédmunkásként dolgozott, majd munkaszolgálatos volt. A második világháborút követő két évben jogot hallgatott. Bekapcsolódott a Tóth Árpád Társaság munkájába. 1950-től népművelési előadó volt. Illés Endre ajánlására a Baumgarten-könyvtár vezetője volt. 1957-től a Népművelés című lap szerkesztője volt. 1961-től szabadfoglalkozású író volt.
Első verseskötete a „nyugatos” hagyományokat folytatta, pontosan a Nyugat folyóiratot. Német és osztrák költőket fordított.
A Kozma utcai izraelita temetőben nyugszik (5B-8-28).

## Művei
- Nem istenekkel, önmagaddal (versek, Budapest, 1939)
- Emlékezés (versek, Budapest, 1940)
- A szegény panasza (versek, Budapest 1947)
- Az épülő híd (versek, Budapest, 1948)
- A bűvös kút. Illusztrálta: Kondor Lajos. (ifjúsági verses dráma, 1951)
- Új tavasz (versek, Budapest, 1952)
- Miska boldogsága. Tündérmese. Illusztrálta: Kepes Tamásné. (Kispajtások mesekönyve. Budapest, 1956)
- Szeptemberi nyár (versek, Budapest, 1957)
- Tengerre vágytam (versek, Budapest, 1959)
- Fényküllők (versek, Budapest, 1961)
- Farsang-temetés (versek, Budapest, 1963)
- Az idő szelében (válogatott és új versek, Budapest, 1965)
- Három színműfordítás az első magyar színtársulatok korából. Büky Bélával. (A Vörösmarty Mihály Megyei Könyvtár kiadványai. B sorozat. Tanulmányok. 2. Székesfehérvár, 1967)
- Szédül az erdő (versek, Budapest, 1968)
- Boszorkányhéj (versek, Budapest, 1971, németül: Walpurgisnacht. Leipzig, 1978)
- Hűvös nyárban (versek, Budapest, 1974)
- Antennák. Válogatott és új versek. 1934–1974. (Budapest, 1976)
- Kupolák (versek, Budapest, 1977)
- Kövek között (versek, Budapest, 1980)
- Én vagyok az… Válogatott és új versek. (Budapest, 1982)
- Filmtekercs (elbeszélések, visszaemlékezések, Budapest, 1984)
- Varjak a városban (versek, Budapest, 1986)
- Mielőtt belépsz a ködbe. Válogatott és új versek. (Budapest, 1987)

## Műfordításai
- Friedrich Hölderlin: Empedokles az Aetnán és kisebb költemények (Budapest, 1939)
- Bertolt Brecht: Állítsátok meg Arturo Uit! (dráma, Budapest, 1960)
- Johann Wolfgang von Goethe: Pandora (dráma, Budapest, 1960)
- Johannes Robert Becher: A költészet hatalma (Szőllősy Klárával, 1963)
- Günter Kunert: Emlékezés egy planétára (vers, Kalász Mártonnal, 1969)
- Kalandozások (válogatott műfordítások, 1970)
- Új kalandozások (műfordítások, 1980)

## Díjai, elismerései
- József Attila-díj (1970)
- Munka Érdemrend arany fokozata (1972, 1983)
- Tudomány és Művészet Érdemrend I. fokozata (az Osztrák Köztársaság elnökétől, 1974)